# Muaro Takung
Muaro Takung is een bestuurslaag in het regentschap Sijunjung van de provincie West-Sumatra, Indonesië. Muaro Takung telt 5064 inwoners (volkstelling 2010).